# Tear Out the Heart
 (avril 2016).
Tear Out the Heart est un groupe américain de metalcore formé en 2011.

## Historique
Le premier album Violence sort en 2013.
Le second album du groupe, Dead, Everywhere (en), sort le 27 janvier 2015, chez Victory Records, avec la participation de Caleb Shomo (en) à la production. Le premier single Feel Real est chroniqué dans le magazine Revolver, qui consacre la semaine suivante une série de vidéos contenant des clips et les explications du chanteur du groupe Tyler Konersman sur la signification des paroles de chaque chanson,.

## Membres actuels
- Tyler Kasch (Fka Konersman) - vocaliste
- Josh Spohr - Guitare
- Matt Epstein - batterie

## Anciens Membres
- Isaac Etter - Basse/ Choriste
- Matt Murphy - Guitare

## Discographie

### Albums
- Violence (2013)
- Dead, Everywhere (2015)

### EPs
- Tear Out The Heart (2011)
- Hell Is Empty (2012)

### Singles
- Game Changer (Houdini's Coffin) (2012)
- Infamous Last Words (2013)
- Undead Anthem (2013)